# Waldbott-kastély
A Waldbott-kastély a 18. században épült barokk stílusban, ma Sátoraljaújhelyen található, a Széchenyi István tér 10. alatt.

## A kastély építészete és története
A Waldbott-kastély a 18. században építette Szirmay Antal. Az épület barokk stílusban épült, ezután a Waldbott család tulajdona lett. A földrajzi adottságok miatt az utcai hosszanti homlokzati oldalon két szintes, míg a  kert felőli oldalon földszintes. A tető szerkezete mandzártető.
A főhomlokzaton található tagozott osztópárkány és díszes főpárkány. Az alagsori négyzetes ablakok kőkerítésűek, a felső felső ablakok szintén kőkerítésüek, de ezen kívül az összes ablak kerete vakolatból van kialakítva. Az alsó szint dongaboltozatát a század elején porosz-süvegboltozatra építették át. A lakószinti szobák boltozata teknőboltozatos, a középrizalit mögötti nagyteremben ma síkfödém és párkány van.

## Jelenlegi szerepe
A Waldbott kastély napjainkban öregek napközi otthonaként szolgál.